# Croton cerinodentatus
Espèce
Croton cerinodentatus est une espèce de plantes à fleurs du genre Croton et de la famille des Euphorbiaceae, présente au Brésil (Minas Gerais, Goias).
Il a pour synonymes :
- Croton cerinodentatus var. martii, Müll.Arg., 1873
- Croton cerinodentatus var. warmingii, Müll.Arg., 1873
- Oxydectes cerinodentata, (Müll.Arg.) Kuntze